# 케익스
케익스(Ceyx)는 그리스 신화에 나오는 트라키아의 왕이다. 바람의 신과 혼동되기도 하는 테살리아 왕 아이올로스의 딸 알키오네와 결혼하였다. 이와 같은 변고를 겪은 뒤 케익스는 자신이 신들에게 밉보인 것이 아닌가 하는 생각이 들어 델포이로 가서 신탁을 받아보기로 하였다. 그러나 육로를 통하여 델포이로 가는 길에는 나그네들을 괴롭히던 무법자 포르바스가 버티고 있었으므로 배를 타고 바다로 돌아가기로 하였다. 또는 포르바스와 마주칠까 두려워 델포이로 가지 않고 클라로스로 향했다고도 한다. 이 때 아내 알키오네는 불길한 예감이 들어 항해를 만류하였으나 말을 듣지 않고 항해를 강행하였다가 폭풍을 만나 바다에 빠져 죽었다. 남편이 무사히 돌아오기만을 손꼽아 기다리던 알키오네는 파도에 떠밀려온 케익스의 시신을 발견하고는 한없이 슬퍼하다가 높은 방파제 위로 올라가 바다에 몸을 던졌다.